# Албанопољ
41° 28′ 31″ N 19° 46′ 35″ E / 41.47528° С; 19.77639° И
Албанопољ (антгрч.  — Албанополис, лат. Albanopolis — Албанополис) је био град у римској провинцији Македонији илирског племена Албани. Многи историчари овај град данас смештају на подручје данашњег села Згердеш, близу Кроје у Албанији. Стари град Албанопољ може одговарати касније спомињаним у насељима Арбанону и Албанону у средњем веку, иако их се нигде не доводи у везу. Град се појављује око 150. године, готово 300 година после римског освајања.